# Blaise Musipere
Blaise Musipere (Kinshasa, 15 de maio de 1986) é um ator congolês.
Ex-jogador profissional de basquete, chegou ao Brasil em 2008, morando em Curitiba. Também é cantor e modelo e trabalhou em Malhação, da Rede Globo.

## Carreira

### Televisão
| Ano  | Título                  | Personagem    |
| ---- | ----------------------- | ------------- |
| 2013 | Malhação Casa Cheia     | Frédéric      |
| 2017 | Novo Mundo              | Isaías        |
| 2019 | Órfãos da Terra         | Jean Baptiste |
| 2021 | Nos Tempos do Imperador | Jamil         |
| 2023 | Amor Perfeito           | Gregório      |

### Cinema
| Ano  | Título              | Personagem |
| ---- | ------------------- | ---------- |
| 2011 | Memórias do Meu Tio | Gangster   |
| 2012 | Pra ser feliz       | Raul       |